# Рока Колоналта (Мачерата)
Рока Колоналта (итал. Rocca Colonnalta) насеље је у Италији у округу Мачерата, региону Марке.
Према процени из 2011. у насељу је живело 9 становника. Насеље се налази на надморској висини од 610 м.